# Gouvernement Branting III
Trygger Sandler
Le gouvernement Branting III est à la tête du royaume de Suède pendant quelques mois en 1924-1925.

## Histoire
La victoire des sociaux-démocrates aux élections législatives de 1924 permet à Hjalmar Branting de former un nouveau gouvernement, son troisième. Cependant, il est gravement malade, et doit démissionner au bout de trois mois à peine, le 24 janvier 1925 (il meurt le 24 février). Son ministre du Commerce extérieur, Rickard Sandler, le remplace.

## Composition
- Ministre d'État : Hjalmar Branting
- Ministre des Affaires étrangères : Östen Undén
- Ministre de la Justice : Torsten Nothin
- Ministre de la Défense : Per Albin Hansson
- Ministre des Affaires sociales : Gustav Möller
- Ministre des Communications : Viktor Larsson
- Ministre des Finances : Fredrik Vilhelm Thorsson
- Ministre des Affaires ecclésiastiques : Olof Olsson
- Ministre de l'Agriculture : Sven Linders
- Ministre du Commerce extérieur : Rickard Sandler
- Ministre sans portefeuille : Ernst Wigforss
- Ministre sans portefeuille : Karl Levinson